# Родоканаши, Пьер
Пьер Андре Эммануэль Родоканаши (фр. Pierre André Emmanuel Rodocanachi, р. 2 октября 1938) — французский фехтовальщик-рапирист, призёр чемпионатов мира и Олимпийских игр.

## Биография
Родился в 1938 году в Париже. На чемпионате мира 1963 года стал обладателем бронзовой медали. В 1964 году стал бронзовым призёром Олимпийских игр в Токио. В 1965 году завоевал бронзовую медаль чемпионата мира.
В 2007 году был избран президентом Фонда спорта.